# Jay Berwanger
John Jacob Berwanger, detto Jay (Dubuque, 19 marzo 1914 – Oak Brook, 26 giugno 2002), è stato un giocatore di football americano statunitense.
Fu il primo vincitore della storia dell'Heisman Trophy, il premio riservato al miglior giocatore universitario dell'anno e la prima scelta assoluta del primo Draft NFL della storia, quello del 1936, da parte dei Philadelphia Eagles.

## Biografia
Berwanger fu il primo vincitore del Downtown Athletic Club Trophy nel 1935 (l'anno successivo ridenominato Heisman Trophy), il premio assegnato al miglior giocatore di football universitario della nazione. Berwanger fu una stella della University of Chicago, dove era conosciuto "one man football team", cioè "un uomo che vale un'intera squadra".
In una gara del 1934 contro la University of Michigan, Berwanger lasciò il suo segno sul centro di Michigan Gerald Ford, formando la distintiva cicatrice sull'occhio sinistro del futuro Presidente degli Stati Uniti. Berwanger gareggiò anche nell'atletica leggera per la University of Chicago, stabilendo il primato dell'istituto nel decathlon nel 1936 che resistette fino al 2007.
Nel 1936, Berwanger divenne il primo giocatore scelto nel draft della National Football League (NFL) nel suo draft inaugurale. I Philadelphia Eagles lo selezionarono ma ritennero di non essere in grado di pagare il salario di mille dollari a gara da lui richiesto. Decisero così di scambiarne i diritti coi Chicago Bears per l'offensive tackle Art Buss. Berwanger optò per non firmare coi Bears, in parte per conservare il proprio status di atleta non professionista per partecipare con la squadra di Decathlon statunitense alle Olimpiadi del 1936.
Dopo non essere entrato nella squadra olimpica, Berwanger e il proprietario dei Bears George Halas non riuscirono a raggiungere un accordo sul salario; Berwanger chiedeva 15.000 dollari, mentre Halas ne offrì al massimo 13.500. Invece, prese impiego in una società della gomma a Chicago e divenne allenatore part-time alla sua alma mater. Berwanger in seguito espresse pentimento per non aver accettato la proposta di Halas.
Dopo la laurea, Berwanger lavorò brevemente come giornalista sportivo e in seguito divenne un fabbricante di parti plastiche per automobili. Fu molto modesto riguardo alla sua vittoria dell'Heisman, utilizzando il trofeo come fermaporta della sua libreria. Il trofeo fu in seguito lasciato in eredità alla University of Chicago Athletic Hall of Fame, dove è in mostra al pubblico.
Berwanger morì dopo una lunga battaglia con il cancro ai polmoni nella sua casa a Oak Brook, Illinois, il 26 giugno 2002 all'età di 88 anni.

## Palmarès
- Heisman Trophy (1935)
- College Football Hall of Fame